# Palatul Cosma Constantinescu
Palatul Cosma Constantinescu, cunoscut și ca Casa de Cultură Corabia, este unul din cele mai valoroase edificii construite în stil neoclasic pe teritoriul României. 